# تشريح غراي الموسم الأول
بدأ بث الموسم الأول من الدراما الطبية الأمريكية الشهيرة تشريح جراي في الولايات المتحدة على هيئة الإذاعة الأمريكية (ABC) في 27 مارس عام 2005، في حين صدرت الحلقة الأخيرة من الموسم في 22 مايو عام 2005. يبدأ الموسم الأول بتقديم الشخصية الرئيسية ميريديث جراي، والتي قد التحقت ببرنامج التدريب في مستشفى سياتل غريس لتواجه فيما بعد تحديات ومفاجآت غير متوقعة. يتكون الموسم الأول من تسع حلقات متتابعة، والتي تم تقديم في ثلاث حلقات منها جزءاً من فريق التمثيل الرئيسي والذي استمر حتى ذلك الحين. تم عرض الموسم الأول في بداية الأمر كبديل أثناء فترة منتصف الموسم للدراما القانونية بوسطن ليغال (بالإنجليزية: Boston Legal)‏، وكان البث يتم كل أحد في الساعة 10:00 مساءا، بعد عرض المسلسل الكوميدي ربات بيوت يائسات (Desperate Housewives). على الرغم من عدم إنتاج أي مقطع دعائي لهذا الموسم، إلا أن تم تلخيص الأحداث في «مباشرة إلى القلب» "Straight to Heart"، وهو عرض كليب خاص (حلقة خاصة) تم بثه قبل أسبوع من توقف عطلة الشتاء للموسم الثاني. صدر الموسم رسميًا على قرصين DVD من المنطقة 1، وصدر القرص تحت عنوان «تشريح غراي الموسم الأول» في الرابع عشر من فبراير عام 2006، بواسطة شركة بوينا فيستا هوم للترفيه.
الدكتورة ميريديث جراي (إيلين بومبيو)، هي بطلة المسلسل وهي ابنة الجراحة الشهير إليس جراي (كيت بيرتون)، التي تعاني الآن من مرض الزهايمر، والتي تم قبولها في برنامج الإقامة في مستشفى سياتل غريس الخيالي. حيث انضمت إلى البرنامج كمتدربة وتم تكليفها بالعمل تحت إشراف الدكتورة ميراندا بيلي (شاندرا ويلسن)، جنبًا إلى جنب مع زملائها المتدربين الدكتورة كريستينا يانغ (ساندرا أوه)، والدكتور جورج أومالي (تي آر نايت)، وعارضة الأزياء السابقة الدكتورة ايزي ستيفنز(كاثرين هيغل)، والدكتور أليكس كاريف المتغطرس (جستين تشامبرز). ويتم الإشراف على الجناح الجراحي بشكل أساسي من قبل رئيس الجراحة الدكتور ريتشارد ويبر (جيمس بيكنز جونيور). والدكتور بريستون بيرك (أيزيا واشنطن) هو رئيس قسم جراحة القلب. تدخل ميريديث في علاقة رومانسية مع ديريك شيبرد (باتريك ديمبسي)، وهو شخص غريب كانت على علاقة غرامية به لليلة واحدة.
جاءت المراجعات الخاصة بالموسم والانتقادات إيجابية للغاية، وحصلت السلسلة على العديد من الجوائز والترشيحات لكل من الممثلين وطاقم العمل بما في ذلك ثلاثة ترشيحات في حفل توزيع جوائز إيمي السابع والخمسين، حيث فازت الممثلة ساندرا أوه بجائزة الممثلة الداعمة البارزة في مسلسل درامي. كما قد رُشحت السلسلة أيضاً لثلاثة جوائز غولدن غلوب مع ترشيح المسلسل نفسه لجائزة أفضل مسلسل درامي، كما قد رشح باتريك ديمبسي لجائزة أفضل ممثل في سلسلة درامية، فازت الممثلة ساندرا أوه بجائزة أفضل ممثلة مساعدة بينما تم ترشيح فريق التمثيل بأكمله لجائزة نقابة ممثلي الشاشة للأداء المتميز من قبل فرقة في مسلسل درامي. كما فازت ساندرا أوه أيضاً بجائزة نقابة ممثلي الشاشة للأداء المتميز لممثلة في مسلسل درامي، وكان ذلك في حفل توزيع جوائز نقابة ممثلي الشاشة الثاني عشر. تم ترشيح تشامبرز وبومبيو لبعض الجوائز في حفل اختيار جوائز المراهقين لعام 2005. تم ترشيح كل من  بيتر هورتون وجيفري ميلمان أيضاُ لجائزة أفضل عمل إخراجي لمسلسل درامي، عن حلقتي «ليلة عصيبة» و «أنت مثل القطار» في حفل توزيع جوائز نقابة المخرجين الأمريكية رقم 58.
تم بث الحلقات الأربع الأخيرة من الموسم الأول كجزء من بداية الموسم الثاني، حيث كان عدد حلقات هذا الموسم في الأصل 12 حلقة ولكن تم عرض أول 8 حلقات فقط والحلقات الأربع الباقية تم جمعها مع حلقات الموسم الثاني.نظراً لارتفاع عدد المشاهدين الذين شاهدوا حلقة  «هوز زووم أن هو»، حيث أنها الحلقة الأعلى تقييماً في الموسم الأول بنسبة مشاهدة 22.22 مليون مشاهد؛ تم اختيار المسلسل في العديد من الصحف ليكون ضمن أفضل 10 في قوائم «أفضل البرامج التلفزيونية» لعام 2005، ومن تلك الصحف، صحيفة يو إس إيه توداي، صحيفة سان خوسيه ميركوري نيوز، صحيفة نيويورك تايمز، صحيفة بوسطن غلوب، وجريدة شيكاغو تريبيون.

## الحلقات
| رقم الحلقة العام | رقم الحلقة في الموسم | عنوان الحلقة باللغة الإنكليزية     | عنوان الحلقة باللغة العربية | كتابة                                         | إخراج                      | تاريخ البث للمرة الأولى | التصنيف حسب IMDB |
| --- | -------------------- | ---------------------------------- | --------------------------- | --------------------------------------------- | -------------------------- | ----------------------- | ---------------- |
| 1 | 1                    | "A Hard Day's Night"               | ليلة من العمل الشاق         | شوندا رايمز                                   | بيتر هورتون                | 2005 مارس 27            | 8.5              |
| تستيقظ ميريدث جراي بعد علاقة غرامية لليلة واحدة تبدأ نوبتها الأولى كمتدربة جراحية. كانت المناوبة الأولى للمتدربين الجدد ميريدث جراي (إيلين بومبيو)، كريستينا يانغ (ساندرا أوه)، ايزي ستيفنز (كاثرين هيغل)، جورج أومالي (تي آر نايت)، وأليكس كاريف (جستين تشامبرز) مليئة بالأحداث المثيرة والمرهقة. أثناء عمل ميريدث تلاحظ أن الشخص الذي أقامته معه علاقة عابرة لليلة واحدة هوا مشرفها الدكتور ديريك شيبرد (باتريك ديمبسي). فيما بعد يستعين ديريك بالمتدربين الجدد لحل مشكلة فتاة مراهقة تعاني من نوبات صرع. أدرك كل من ميريدث ووكريستينا أن لديها تمدد في الأوعية الدموية سببه حادثة سقوط، وعلي الرغم من أن ميريدث أخبرت كريستينا أنها تستطيع القيام بتلك العملية، إلا أن الدكتور ايريك اختارها لتقوم بأعمال التنظيف الجراحية. |                      |                                    |                             |                                               |                            |                         |                  |
| 2 | 2                    | "The First Cut Is the Deepest"     | القطع الأول هو الأعمق       | شوندا رايمز                                   | بيتر هورتون                | 2005 أبريل 3            | 8.3              |
| تبحث ميريدث عن رفيق سكن لتشارك منزل والدتها معه، لكن لديها رغبة منذ البداية ألا تشارك الغرفة مع إيزي وجورج. يتم تعيين كل من ديريك وميريديث للإشراف على ضحية اغتصاب. فيما بعد يكتشف كل من جورج وميريديث مرضاً يظهر على طفل حديث الولادة، وذلك أثناء مرورهم على قسم الأطفال حديثي الولادة. تساعد ايزي ستيفنز امرأة صينية تحتاج ابنتها للرعاية الطبية. في حين يتشاجر كل من ديريك وبورك على منصب رئيس الجراحة. |                      |                                    |                             |                                               |                            |                         |                  |
| 3 | 3                    | "Winning a Battle, Losing the War" | "كسب معركة، خسر الحرب"      | شوندا رايمز                                   | طوني غولدوين               | 2005 أبريل 10           | 8.2              |
| تبدأ منافسة بين المتدربين الجدد على جرحى سباق دراجات سنوي غير مصرح به. تواجه ايزي مشكلة في البحث عن عائلة رجل قريب من الموت الدماغي، وسعدت كريستن يانج (ساندرا أوه) عندما علمت برغبت أهل المريض بالتبرع بأعضائه في حالة وفاته، مما دفع ميريندا بيلي (شاندرا ويلسون) إلى إلقاء محاضرة عليها حول أخلاقيات المرضي. يغازل مريض صديق للدكتور ويبر الدكتور جورج، في حين غازل أحد المرضى المصابين في سياق الدراجات الدكتورة ميريديث. |                      |                                    |                             |                                               |                            |                         |                  |
| 4 | 4                    | "No Man's Land"                    | منطقة محرمة                 | جيمس د. باريوت                                | آدم دافيدسون               | 2005 أبريل 17           | 8.2              |
| تتولى كريستينا أمور الممرضة السابقة التي تم قبولها في سياتل جريس وتصادقها. يتعرف مريض علي الدكتورة ايزي من أحد صور الذي رأها في مجلات عروض الأزياء، ولا يريد منها أن تقوم بعلاجه. يعالج كل من ايريك وميريديث عامل بناء والذي نجا للتو من حادث بأعجوبة، لكن مع أخبار سيئة لزوجته حول مستقبله. أليكس يهين إيزي أمام الجميع لنشرها صورتها كعارضة أزياء في جميع أنحاء المستشفى. |                      |                                    |                             |                                               |                            |                         |                  |
| 5 | 5                    | "Shake Your Groove Thing"          | غيّر نظامك اليومي            | آن لويس هاملتون                               | جان دايفيد كولس            | 2005 أبريل 24           | 8.3              |
| تخطط ايزي لإقامة حفلة لصديقها، في حين يدرك صديقها أن حياتهم تسير في اتجاهات منفصلة وينفصل عنها؛ وذلك بعد أن اختارت إجراء جراحة لمريض في المخ بدلاً من الذهاب للحفل. في تلك الأثناء، تعتقد ميريدث أنها قد تواجه مشكلة بعض حدوث خطأ ما أثناء الجراحة. يستخرج كل من بيلي وويبر منشفة جراحية من مريض مسن في مستشفى بورك. يظبُط بيلي كل من ديريك وميريديث في سيارة ميريدث. كريستينا وبورك يمارسان الجنس في واحدة من الغرف تحت الطلب. |                      |                                    |                             |                                               |                            |                         |                  |
| 6 | 6                    | "If Tomorrow Never Comes"          | كأنه لن يأتي الغد أبداً.     | كريستا فيرنوف                                 | سكوت برازيل                | 2005 مايو 1             | 8.3              |
| يعتقد بيلي أن ديريك يُظهر المحاباة والتفضيل، عندما اختار ميريدث لتساعد في جراحة مريض مصاب بمرض باركنسون. أليكس يصادق مريضة تعاني من ورم كبير، ولكن تطلب إزالته من العمل على حالتها؛ بعدما تحدث عنها من وراء ظهرها. نفذت بطاريات جهاز الإرسال الخاص بأليكس، مما يعني أن على ايزي القيام بعملية خطيرة بمفردها. |                      |                                    |                             |                                               |                            |                         |                  |
| 7 | 7                    | "The Self-Destruct Button"         | زر التدمير الذاتي           | كيب كوينغ [الإنجليزية]                        | دارنيل مارتن               | 2005 مايو 8             | 8.3              |
| يقضي ديريك الليلة في منزل ميريديث، وهو الأمر الذي يُحاولان إخفائه عن جورج وإيزي. يشتبه جورج في أن دكتور التخدير قد شرب الخمر قبل القيام بعملية جراحية كبيرة، لكنه وُبخ عندما تحدث عن ذلك. يعالج أليكس رجل يستمتع بالألم. تعالج إيزي مريض قد ابتلع مفاتيح صديقته لمنعها من المغادرة، بينما تعالج ميريديث مراهقة خَضعت لجراحة المجازة المعدية (عملية جراحية تقسم بها المعدة) في المكسيك ولا تريد أن يعلم والديها بشأنها. اتضح في النهاية أن طبيب التخدير قد شرب الخمر بالفعل قبل العملية الجراحية، وتم طرده من غرفة العمليات. تعتقد كريستينا أنها أصيبت بالأنفلونزا لتكتشف أنها حامل. |                      |                                    |                             |                                               |                            |                         |                  |
| 8 | 8                    | "Save Me "                         | أنقذني                      | ميمي شمير [الإنجليزية]                        | سارة بيا أندرسون           | 2005 مايو 15            | 8.2              |
| يعالج أليكس مراهقة يهودية أرثوذكسية، والتي ترفض القيام بجراحة عندما تعلم أن الإجراء يتعارض مع معتقداتها. تواجه كريستينا مشكلة تتعلق بإمرأة مصابة بسرطان عضال وترفض إجهاض طفلها. يحدث خلاف بين ميريديث وديريك حول علاقتَهما وأيضاً حول أفضل طريقة لمعالجة مريض مشلول. تُفتن إيزي لمريض لديه قدرات نفسية خارقة، والذي تم تشخيص إصابته بتشوه في الشريان الوريدي. |                      |                                    |                             |                                               |                            |                         |                  |
| 9 | 9                    | "Who's Zoomin' Who?"               | من الأفضل الآن؟             | غابرييل ستانتون و هاري فيركس مان [الإنجليزية] | ويندي ستانزلر [الإنجليزية] | 2005 مايو 22            | 8.7              |
| يَدعو الدكتور ويبر لإجتماع طارئ، وذلك بعد أن تم تشخيص العديد من المتدربين في المستشفى، بمن فيهم جورج، بالإصابة بالأمراض المنقولة جنسياً. يتعين على ميريديث وديريك القيام بعملية للدكتور ويبر ولكن دون علم أي شخص أخر. ترغب ايزي وكريستينا في تشريح غير مصرح به على جثة بما يتعارض مع رغبة أسرة المريض. بورك وجورج يعالجان أحد أصدقاء أيريك والذى اتضح أنه عقيم ولديه مبيض. يستيقظ دكتور ويبر ليتضح له أن كل من ميريدث وايريك على علاقة غرامية. تُصاب ميريدث بالصدمة عندما يصل شخص من أحد معارف ايريك القدماء إلى المستشفى، ليتضح أنها زوجته "أديسون". |                      |                                    |                             |                                               |                            |                         |                  |

## الممثلين والشخصيات

### ضيوف مميزون
- كيت بورتون بدور إليس غراي
- سارة أوترباك بدور أوليفيا هاربر
- كايت والش بدور أديسون مونتغيمري
- سكايلر شاي بدور كاتي بريس
- كاثرين جوستين بدور ستيفاني دريك
- كيفين رام بدور السيد داف
- لورين بولس بدور أليس فرانكلين
- آنا ماريا هورسفورد بدور إليزابيث فالون

### الممثلين الأساسيين
- إلين بومبيو بدور د.ميريديث غراي
- ساندرا أوه بدور د.كريستينا يانغ
- كاثرين هيغل بدور د.إيزي ستيفنز
- جستين تشامبرس بدور د.أليكس كاريف
- تي آر نايت بدور د.جورج أومالي
- شاندرا ويلسن بدور د.ميراندا بايلي
- جيمس بيكينز جونير بدور د.ريتشارد ويبر
- أيزيا واشنطن بدور د.بريستون بيرك
- باتريك ديمبسي بدور د.ديريك شيبرد

## الإنتاج

### التطورات
بُث المسلسل علي شبكة أي بي سي الأمريكية، والمسلسل من إنتاج شوندا رايمز. تم بث الموسم الأول بواسطة تاتش ستون، حالياً أستوديوهات أي بي سي، مارك غوردن، وشركة شوندالاند للإنتاج السينمائي، وتم نشره وتوزيعه بواسطة والت ديزني ستوديوز موشن بيكتشرز. وكان المنتجين التنفيذيين للموسم الأول هم، ريمس، بيتيس بيرز، مارك جوردن، جيمس د. باريوت، كريستال فيرنوف، روب كورن، ومارك ويلدينج. تكون طاقم كتابة الموسم من ريمس، باريوت، آن هاميلتون، ڤيرنوف، كيب كونينغ، ميمي شمير، غابريال ستانتون، وهاري ويسكر مان. والمخرجين طوال الموسم هم بيتر هورتون، توني جولدين، أدم ديفيدسون، جون ديفيد كوليز، سكوت برازيل، دارنيل مارتين، سارة ليا أندرسون، وويندي ستانزلر. كانت الحلقة الأولى والثانية من إخراج ريميس وهورتون، كما قد كتبوا وأخرجوا الحلقتين الأخيرتين من الموسم، لو لم يتم نقلهما للموسم الثاني.
تم الإعلان عن العرض الأول للمسلسل في أواخر عام 2004 كبديل للدراما القانونية بوسطن ليغال (بالإنجليزية: Boston Legal) أثناء فترة منتصف الموسم. وكان من المقرر أن يتم بث الموسم لمدة أربعة أسابيع فقط حتي عودة بوسطن ليغال، لكن بعد الحصول على تقييمات عالية أستمر عرض المسلسل في نفس الفترة الزمنية لبقية الموسم. وقد علق ستيف ماكفيرسون، رئيس شركة أي بي سي الترفيهية على ذلك القرار قائلاً «في نهاية المطاف، قررنا أنه بدون وجود مهلة تنفيذية كافية أو أموال تسويقية لتكريسيها في عرض أي عمل آخر، لذا قررنا أن نسمح لمسلسل غراي بالاستمرار في هذا النجاح الهائل حتى أخر شهر مايو»، كما قد أعلن أن اسم المسلسل سيتغير من «تشريح غراي» إلى «تعقيدات»، وهو مالم يحدث في نهاية المطاف. علق فرانس كالفو، نائب الرئيس التنفيذي لأي بي سي على فكرة المسلسل قائلاً: «أعتقد أن كانت هناك حاجة لعرض مثل هذه المسلسلات، وخاصة العروض الطبية. وقد وجدت شوندا طريقة لجعل هذا العمل مثالياً، فالعروض الطبية صعبة، وكان من الصعب معرفة كيف نجعل عرضنا مختلفاً عن البقية. لكن في حين ما يقوم الجميع بتسريع مجريات الأمور في العروض الطبية، وجدت شوندا طريقة لإبطائِها، حتى يتسنى للمشاهد التعرف على الشخصيات بصورة أفضل. وبالتأكيد هناك بعض من الجاذبية النسائية القوية في العمل». أوضحت ريميس أنها وجدت أن فكرة تنافس بعض من النساء الأذكياء ضد بعضهن البعض فكرة مثيرة للاهتمام.

### طاقم التمثيل
حصل تسعة ممثلين على أجور نجوم في الموسم الأول من العرض. أرادت مبتكرة المسلسل أن تظهر مجموعة متنوعة من الممثلين في العرض، لذلك ابتكرت شخصيات غير محددة بعرق معين. وقد عزمت على أن لا يكون كل الممثلين من عرق أبيض فقط، مما جعلها تبتكر ما قالت عنه نيويورك تايمز بأنه «أحد أكثر الأعمال السينمائية الملونة على شاشة التلفزيون». اختار ريميس طاقم العمل عن طريق القيام بتجارب الأداء عمياء اللون (نوع من أنواع تجارب الأداء والتي يتم فيها أختيار الممثلين بغض النظر عن خلفياتهم العرقية، لون البشرة، شكل الجسم، أو الجنس). كان من المفترض أن يلعب ايشيا واشنطن دور ديريك شيبرد في البداية، حيث كان مقرراً منذ البداية أن تكون شخصية بيترسون بورك بيضاء اللون. قامت شاندرا ويلسون بعمل تجارب الأداء لدور ميريندا بيلي، والتي تَخيلها ريميس في البداية على أنها شقراء حتى رأى أداء ويلسون. لاحظ الحرم الجامعي أن فريق عمل تشريح غراي أكثر تنوعاً من المدينة التي يحاكيها المسلسل، حيث أن سياتل 70٪ من سكانها قوقازيين.
تعمل الشخصيات التسع التي ظهرت بانتظام طوال الموسم الأول في مستشفى سياتل جريس. خمس شخصيات منهم كانوا أطباء تحت التدريب: شخصية ميريديث جراي والتي أدت دورها إيلين بومبيو، والتي تدخل في علاقة غرامية مع مشرفها ديريك شيبرد، كما أنها ابنة الجراحة المعروفة إليس جراي (كيت بيرتون)، والمصابة بمرض الزهايمر، كريستينا يانغ والتي جسدتها شاندرا أوه، وهي شخصية تنافسية والتي تصبح صديقة لميريديث وتدخل في علاقة مع بيترسون بورك، ايزي ستيفنز والتي لعبت دورها كاثرين هيغل، وهي عارضة أزياء سابقة تكافح من أجل الإعتراف بها كطبيبة، أليكس كاريف والذي أدى دوره جاستين شامبرز، وهو متدرب متعجرف يقوم بإزعاج زملائه، جورج أومالي جسد دوره تي آر نايت، وهو متدرب متزعزع يفتقد إلى الثقة بنفسه، ومعجب بـ ميريديث. يتم الإشراف على المتدربين بواسطة المُقيمة الإِدارِية ميرندا بيلي والتي أدت دورها الممثلة شاندرا ويلسون، وهي امرأة مُنظبطة مُلقبة بـ «النازية». الدكتور ريتشارد ويبر (جيمس بيكينز جونيور) في قيادة القسم الجراحي. كما يعمل في القسم الجراحي أيضا كل من الدكتور بيترسون بورك (ايشيا واشنطن) وديريك شيبرد (باتريك ديمبسي). وظهر في العرض بعض من الضيوف المميزين مثل: إليس والده ميريدث، التي قامت بدوره كيت بيرتون، والممرضة أولفيا هاربر والتي لعبت دورها الممثلة سارة أوتروباك، والتي لديها هاجس حب بـ أليكس وجورج، أديسون مونتغمري زوجة ديريك المنفصلة عنه، لعبت دورها الممثلة كيت والش.

## استجابة المسلسل من قبل المجتمع

### الردود الانتقادية

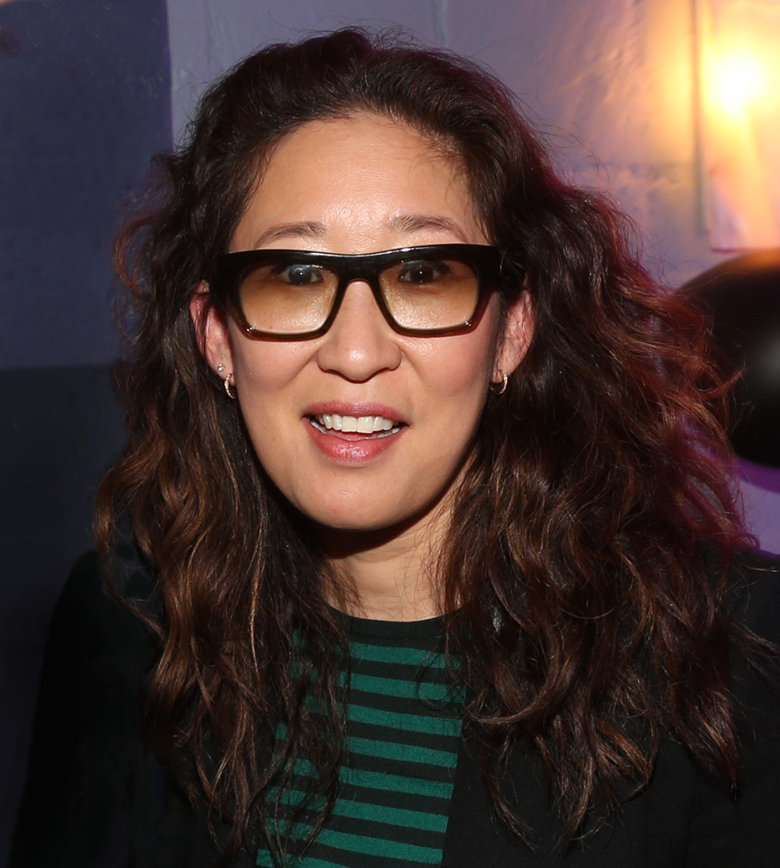
تلقت ساندرا أوه خمسة ترشيحات متتالية عن أدائها خلال الموسم الأول.

تلقى الموسم الأول تقييمات إيجابية من قبل النقاد. وفيما يتعلق بالموسم الأول، أطلقت صحيفة نيويورك ديلي نيوز لقب «الفائز» على المسلسل، بينما عبرت جريدة نيوزداي برأي إيجابي بقولها «مسلسل لا يمكنك التوقف عن مشاهدته!»، في حين قال والتر تشاو من فيلم فريك سنترال «العرض كان بغيضاُ للغاية، ومثيرًا للاشمئزاز، لدرجة أنه من المستحيل عدم توقع دوره الجديد باعتباره البرنامج الأكثر شعبية في الأرض». انتقد توم شالز من واشنطن بوست المسلسل منذ البداية حيث وجد العرض مشابهًا لمسلسل إي أر وعلق قائلاً: «إن العرض هو مسألة ربح تجاري أكثر من كونه محاولة صادقة لتجربة شيء جديد ومختلف.» كما قال عن الحلقة التجريبية التي كتبها ريميس أنها «لا شيء سوى طبق خزفي مصنوع من أجزاء متساوية من لحم الخنزير والذرة». وكتب بشكل عام «إنه عرض 'جديد' بإحساس أن وحش فرانكشتين  كان رجلاً جديداً». في حين قالت كيت أورثر من صحيفة نيويورك تايمز أن العرض عبارة عن خليط من، آلي مكبيل، الجنس والمدينة، وإي أر، وكتبت في الأخبار أن العرض أصبح  أعلى مسلسل دراما منتصف الموسم تقييماً منذ 12 عاماً، وقالت: «عندما تحلل تقييمات تشريح غراي، تجد أن أحد الدروس الحقيقية للموسم الحالي هي أن الرجال سيشاهدون عرض بطلته امرأة، وهو الأمر الذي يتعارض مع المتعارف عليه، بحيث أنه من الأسهل جعل النساء يشاهدن البرامج ذات البطولات الذكورية». قدم موقع ريڤيو ستريم مراجعات إيجابية بشأن الحلقة التجريبية «ليلة صعبة»، وذلك بسبب التناغم الذي لا يمكن إنكاره بين إلين بومبيو وباتريك ديمبسي منذ المشهد الأول من المسلسل. كما صرح الموقع، فيما يتعلق بشخصية ميراندا بيلي أنها «امرأة صغيرة، لكن أنتظر حتى تتحدث». لكن بالرغم من ذلك فـ لدى موقع «هوم سيتر أنفو» رأياً أخر بخصوص حبكة المسلسل، مضيفة أن قصة المسلسل مشابهة لأحداث سلسلة ربات بيوت يائسات، لكن مع نص مكتوب ببراعة، وتمثيل متقن، وإخراج يقترب من حد الكمال. أعطى موقع آي جي إن تقييماً إيجابياً مصرحاً، «العرض ليس مشتقًا، وفي الواقع يحتفظ بميزة ضعيفة عن سابقه وهي أن الشخصيات تشبه أناسًا حقيقيين - ضعفاء، ونعم غير معصومين من الخطأ». وأضاف الموقع، «هذا الوصف السهل لا ينصف حبكة المسلسل شديدة الخطورة، أو التفاصيل الدقيقة به، أو الأداء البارع من قبل الممثلين، فـ المسلسل يتحدث عن الطبيعة غير الملموسة التي تُميز القمح عن القش، إذا جاز التعبير».
فازت ساندرا أوه بجائزة غولدن غلوب لأفضل ممثلة مساعدة - مسلسل، أو مسلسل قصير أو فيلم تلفزيوني في حفل توزيع جوائز الغولدن غلوب الثالث والستون، كما فازت بجائزة نقابة ممثلي الشاشة للأداء المتميز لممثلة في مسلسل درامي في حفل توزيع جوائز نقابة ممثلي الشاشة الثانية عشر لعام 2005، وذلك عن تأديتها لدور كريستينا يانغ خلال الموسم الأول. كما تم ترشيح المسلسل كذلك للعديد من الجوائز منها: جوائز نقابة المخرجين الأمريكية رقم 58 عام 2005، رُشح بيتر هورتون لأفضل إخراج في مسلسل درامي عن حلقة «ليلة صعبة»، كما تم ترشيحه لنفس الجائزة عن نفس الحلقة لكن في هذه المرة في حفل توزيع جوائز إيمي السابع والخمسين، كما شهد الحفل أيضاً ترشيح «تشريح غراي» لجائزة التمثيل المتميز في سلسلة درامية، وتم ترشيح أوه كأفضل ممثلة مساعدة ذات أداء بارز في مسلسل درامي. تم ترشيح باتريك ديمبسي لأفضل ممثل في مسلسل درامي في حفل توزيع جوائز غولدن غلوب الثالث والستين، حيث تم ترشيح المسلسل أيضاً لجائزة أفضل مسلسل درامي على شاشة التلفاز. شهد الحفل السابع عشر لـ جوائز نقابة المنتجين الأمريكية في عام 2005 ترشيح الموسم مرة أخرى لجائزة أفضل إنتاج في مسلسل درامي، بينما شهد حفل  توزيع جوائز الأقمار الصناعية العاشر ترشيح العرض لأفضل مسلسل تلفزيوني درامي. كما تم ترشيح أوه لجائزة القمر الصناعي لأفضل ممثلة مساعدة في مسلسل أو فيلم تلفزيوني. تم ترشيح ديمبسي لجائزة نقابة ممثلي الشاشة للأداء المتميز لممثل ذكر في مسلسل درامي في حفل توزيع جوائز نقابة ممثلي الشاشة الثاني عشر، والذي تم فيه ترشيح طاقم التمثيل بأكمله لجائزة الأداء المتميز من قبل فرقة في مسلسل درامي.

### تقييمات
ظلت تقييمات الموسم الأول في ارتفاع مستمر، حيث احتلت المرتبة الأولى في فترتها الزمنية متفوقة على أقرب منافسة لها بـ 7.2 مليون مشاهدة. حقق المسلسل ثاني أفضل مستوى للاحتفاظ بالجمهور لشبكة آي بي سي، بعد العرض الذي حاز على المركز الأول «ربات بيوت يائسات»، كما كان العرض الأعلى تصنيفاً بين 18 إلى 49 عاما لمدة ثلاثة عشر عاماً منذ عرض مسلسل مُذَكِرات الشاب إنديانا جُونز، كما كان المسلسل صاحب أعلى أداء علي شبكة آي بي سي منذ أربعة أعوام. وتعليقاً على التقييمات العالية للموسم الأول، صرح ستيف ستيرنبرغ، محلل وسائل الإعلام في ماجنا جلوبل يو اس ايه «لدى ما يقرب من 80 في المائة من الأسر خلال أوقات الذروة جهاز تلفزيون واحد على الأقل يعمل. فالأشخاص تبحث عن برامج يمكنهم مشاهدتها مع أفراد الأسرة الآخرين. مثل مسلسل ربات البيوت اليائسات والذي يمكن أن يشاهدة مجموعة متنوعة من جمهور من الأصغر إلى الأكبر، ومن الذكور للإناث - وهو الأمر الذي يحققه مسلسل غريز أناتومي أيضاً». وصلت نسبة مشاهدة الحلقة الأخيرة لـ22 مليون مشاهدة، محتلة المركز التاسع في قائمة المسلسلات الحائزة على أعلى النسب.

## إصدارات الدي في دي
صدر الموسم الأول من  تشريح غراي كمجموعة صندوق دي في دي مكونة من قرصين في الولايات المتحدة في 14 فبراير 2006. وُزغت نسخ المسلسل بواسطة شركة بوينا فيستا. بالإضافة إلى جميع الحلقات التي بُثت، اشتملت نسخ الدي في دي على عناوين بديلة للحلقات وتعليقات صوتية مع حلقة تجريبية ممتدة ومميزة. أصدرت نفس المجموعة في 11 أكتوبر 2006، في المنطقة 2، والتي تضم 14 حلقة المخطط لها منذ البداية على 3 أقراص.
| تشريح جراي الموسم الأول                                                                                       | | | | | |
| التفاصيل | التفاصيل | التفاصيل | ميزات خاصة | ميزات خاصة | ميزات خاصة |
| - 9 حلقات (حلقة موسعة) - 2-مجموعة الأقراص - اللغة الإنجليزية (Dolby Digital 5.1 Surround) - التعليقات الصوتية | - 9 حلقات (حلقة موسعة) - 2-مجموعة الأقراص - اللغة الإنجليزية (Dolby Digital 5.1 Surround) - التعليقات الصوتية | - 9 حلقات (حلقة موسعة) - 2-مجموعة الأقراص - اللغة الإنجليزية (Dolby Digital 5.1 Surround) - التعليقات الصوتية | - تحت السكين: خلف كواليس غريز أناتومي - تشريح طيار - تشريح غريز أناتومي - الطيار - شوندا ريمس وبيتر هورتون - الطيار - ساندرا أوه، كاثرين هيجل وتي آر نايت - مسار العنوان البديل - مقطورة الطليعية | - تحت السكين: خلف كواليس غريز أناتومي - تشريح طيار - تشريح غريز أناتومي - الطيار - شوندا ريمس وبيتر هورتون - الطيار - ساندرا أوه، كاثرين هيجل وتي آر نايت - مسار العنوان البديل - مقطورة الطليعية | - تحت السكين: خلف كواليس غريز أناتومي - تشريح طيار - تشريح غريز أناتومي - الطيار - شوندا ريمس وبيتر هورتون - الطيار - ساندرا أوه، كاثرين هيجل وتي آر نايت - مسار العنوان البديل - مقطورة الطليعية |
| تاريخ الاصدار                                                                                                 | | | | | |
| المنطقة 1 | المنطقة 1 | المنطقة 2 | المنطقة 2 | المنطقة 4 | المنطقة 4 |
| الرابع عشر من فبراير، 2006                                                                                    | الرابع عشر من فبراير، 2006                                                                                    | الحادي عشر من أكتوبر، 2006                                                                                    | الحادي عشر من أكتوبر، 2006 | السادس والعشرون من ابريل، 2006 | السادس والعشرون من ابريل، 2006 |

## روابط خارجية
- غريز أناتومي على موقع IMDb (الإنجليزية)
- غريز أناتومي على موقع Metacritic (الإنجليزية)
- غريز أناتومي على موقع Encyclopædia Britannica Online (الإنجليزية)
- غريز أناتومي على موقع Rotten Tomatoes (الإنجليزية)
- غريز أناتومي على موقع TV.COM (الإنجليزية)
- غريز أناتومي على موقع Netflix (الإنجليزية)
- غريز أناتومي على موقع AllMovie (الإنجليزية)
- غريز أناتومي على موقع FilmAffinity (الإسبانية)
- غريز أناتومي على موقع AlloCiné (الفرنسية)